# English Football League Two 2024-25
La English Football League Two 2024-25 (referida como Sky Bet League Two por motivos de patrocinio), fue la vigésima primera temporada de la EFL League Two y la temporada número 33 en su actual formato de división de liga, que corresponde a la cuarta categoría del fútbol inglés. Un total de 24 equipos disputaron la liga, incluyendo 18 equipos de la temporada anterior, cuatro relegados de la League One 2023-24 y dos promovidos de la National League 2023-24.

## Ascensos y descensos
| Pos.  | a EFL One 2024-25 |
| ----- | ----------------- |
| 1.º   | Stockport County  |
| 2.º   | Wrexham           |
| 3.º   | Mansfield Town    |
| Prom. | Crawley Town      |

| Pos. | a EFL League Two |
| ---- | ---------------- |
| 21.º | Cheltenham Town  |
| 22.º | Fleetwood Town   |
| 23.º | Port Vale        |
| 24.º | Carlisle United  |

| Pos   | a League Two |
| ----- | ------------ |
| 1º    | Chesterfield |
| Prom. | Bromley      |

| Pos | a National League   |
| --- | ------------------- |
| 23º | Sutton United       |
| 24º | Forest Green Rovers |

## Información
| Equipo             | Entrenador       | Capitán          | Proveedor      | Patrocinador             |
| ------------------ | ---------------- | ---------------- | -------------- | ------------------------ |
| Accrington Stanley | John Doolan      | Séamus Conneely  | Macron         |                          |
| AFC Wimbledon      | Johnnie Jackson  | Jake Reeves      | Umbro          |                          |
| Barrow             | Andy Whing       | Niall Canavan    | Puma           |                          |
| Bradford City      | Graham Alexander | Richie Smallwood | Macron         | JCT600                   |
| Bromley            | Andy Woodman     | Byron Webster    | Macron         | LSP Renewables           |
| Carlisle United    | Mark Hughes      | Paul Huntington  | Umbro          | Aqua Pura                |
| Cheltenham Town    | Michael Flynn    |                  | Erreà          |                          |
| Chesterfield       | Paul Cook        | Jamie Grimes     | Puma           | Leengate Valves          |
| Colchester United  | Danny Cowley     | Connor Hall      | Macron         |                          |
| Crewe Alexandra    | Lee Bell         |                  | FBT            | Mornflake                |
| Doncaster Rovers   | Grant McCann     | Richard Wood     | Oxen           | Eco-Power Group          |
| Fleetwood Town     | Pete Wild        | Brendan Wiredu   | Puma           |                          |
| Gillingham         | Gareth Ainsworth | Shaun Williams   | Macron         | Bauvill                  |
| Grimsby Town       | David Artell     | Danny Rose       | Umbro          |                          |
| Harrogate Town     | Simon Weaver     | Josh Falkingham  | New Balance    | EnviroVent               |
| Milton Keynes Dons | Paul Warne       | Dean Lewington   | Castore        | Suzuki                   |
| Morecambe          | Derek Adams      | Donald Love      | Joma           |                          |
| Newport County     | Nelson Jardim    | Ryan Delaney     | VX3 Sportswear | Pure Vans                |
| Notts County       | Stuart Maynard   | Kyle Cameron     | Puma           | John Pye Auctions (home) |
| Port Vale          | Darren Moore     | Nathan Smith     | Puma           |                          |
| Salford City       | Karl Robinson    | Elliott Watt     | Adidas         |                          |
| Swindon Town       | Ian Holloway     |                  | Adidas         | MiPermit                 |
| Tranmere Rovers    | Andy Crosby      | Connor Jennings  | Mills          |                          |
| Walsall            | Mat Sadler       | Donervon Daniels | Macron         | Poundland                |

## Cambios de entrenadores
| Equipo             | Entrenador                | Tipo de salida                    | Salida                   | Posición     | Entrenador       | Entrada                  |
| ------------------ | ------------------------- | --------------------------------- | ------------------------ | ------------ | ---------------- | ------------------------ |
| Swindon Town       | Gavin Gunning             | Fin de Interinato                 | 27 de abril de 2024      | Pretemporada | Mark Kennedy     | 29 de mayo de 2024       |
| Gillingham         | Stephen Clemence          | Destitución                       | 29 de abril de 2024      | Pretemporada | Mark Bonner      | 7 de mayo de 2024        |
| Morecambe          | Ged Brannan               | Contratado por Accrington Stanley | 30 de abril de 2024      | Pretemporada | Derek Adams      | 3 de junio de 2024       |
| Cheltenham Town    | Darrell Clarke            | Contratado por Barnsley           | 23 de mayo de 2024       | Pretemporada | Michael Flynn    | 5 de junio de 2024       |
| Barrow             | Pete Wild                 | Mutuo acuerdo                     | 24 de mayo de 2024       | Pretemporada | Stephen Clemence | 31 de mayo de 2024       |
| Carlisle United    | Paul Simpson (1 - 4)      | Destitución                       | 31 de agosto de 2024     | 21.º         | Mike Williamson  | 19 de septiembre de 2024 |
| Milton Keynes Dons | Mike Williamson (1 - 6)   | Contratado por Carlisle United    | 19 de septiembre de 2024 | 20.º         | Scott Lindsey    | 24 de septiembre de 2024 |
| Swindon Town       | Mark Kennedy (1 - 13)     | Destitución                       | 25 de octubre de 2024    | 22.º         | Ian Holloway     | 25 de octubre de 2024    |
| Fleetwood Town     | Charlie Adam (1 - 21)     | Destitución                       | 22 de diciembre de 2024  | 18.º         | Pete Wild        | 27 de diciembre de 2024  |
| Gillingham         | Mark Bonner (1 - 25)      | Destitución                       | 5 de enero de 2025       | 14.º         | John Coleman     | 5 de enero de 2025       |
| Barrow             | Stephen Clemence (1 - 27) | Destitución                       | 18 de enero de 2025      | 19.º         | Andy Whing       | 20 de enero de 2025      |
| Carlisle United    | Mike Williamson (7 - 30)  | Destitución                       | 3 de febrero de 2025     | 24.º         | Mark Hughes      | 6 de febrero de 2025     |
| Tranmere Rovers    | Nigel Adkins (1 - 33)     | Mutuo acuerdo                     | 26 de febrero de 2025    | 22.º         | Andy Crosby      | 26 de febrero de 2025    |
| Gillingham         | John Coleman (26 - 38)    | Dimisión                          | 25 de marzo de 2025      | 19.º         | Gareth Ainsworth | 25 de marzo de 2025      |
| Milton Keynes Dons | Scott Lindsey (7 - 34)    | Destitución                       | 2 de marzo de 2025       | 17.º         | Paul Warne       | 15 de abril de 2025      |
| Newport County     | Nelson Jardim (1 - 44)    | Mutuo acuerdo                     | 24 de abril de 2025      | 20.º         |                  |                          |

## Localización

#### Condados de Inglaterra
| Condado                     | N.º | Equipos                                        |
| --------------------------- | --- | ---------------------------------------------- |
| Lancashire                  | 3   | Accrington Stanley, Fleetwood Town y Morecambe |
| Cumbria                     | 2   | Barrow y Carlisle United                       |
| Gran Londres                | 2   | Bromley y AFC Wimbledon                        |
| Yorkshire del Norte         | 2   | Grimsby Town y Harrogate Town                  |
| Buckinghamshire             | 1   | Milton Keynes Dons                             |
| Cheshire                    | 1   | Crewe Alexandra                                |
| Derbyshire                  | 1   | Chesterfield                                   |
| Essex                       | 1   | Colchester United                              |
| Gloucestershire             | 1   | Cheltenham Town                                |
| Gran Mánchester             | 1   | Salford City                                   |
| Kent                        | 1   | Gillingham                                     |
| Merseyside                  | 1   | Tranmere Rovers                                |
| Nottinghamshire             | 1   | Notts County                                   |
| Staffordshire               | 1   | Port Vale                                      |
| Tierras Medias Occidentales | 1   | Walsall                                        |
| Wiltshire                   | 1   | Swindon Town                                   |
| Yorkshire del Sur           | 1   | Doncaster Rovers                               |
| Yorkshire del Oeste         | 1   | Bradford City                                  |

#### Condados preservados de Gales
| Condado | N.º | Equipos        |
| ------- | --- | -------------- |
| Gwent   | 1   | Newport County |

## Clasificación
Los tres primeros equipos de la clasificación, ascenderán directamente a la EFL League One 2025-26, los clubes ubicados del cuarto al séptimo puesto disputarán un play-off para determinar un cuarto ascenso. Por otro lado, los dos equipos de peor ubicación en la tabla, descenderán directamente a la National League 2025-26.
| Pos. | Equipo                  | Pts. | PJ | G  | E  | P  | GF | GC | Dif. | Clasificación 2024-25                         |
| ---- | ----------------------- | ---- | -- | -- | -- | -- | -- | -- | ---- | --------------------------------------------- |
| 1    | Doncaster Rovers (A, C) | 84   | 46 | 24 | 12 | 10 | 73 | 50 | +23  | Ascenso a la Football League One              |
| 2    | Port Vale (A)           | 80   | 46 | 22 | 14 | 10 | 65 | 46 | +19  | Ascenso a la Football League One              |
| 3    | Bradford City (A)       | 78   | 46 | 22 | 12 | 12 | 64 | 45 | +19  | Ascenso a la Football League One              |
| 4    | Walsall                 | 77   | 46 | 21 | 14 | 11 | 75 | 54 | +21  | Play-offs de ascenso a la Football League One |
| 5    | Wimbledon (A)           | 73   | 46 | 20 | 13 | 13 | 56 | 35 | +21  | Play-offs de ascenso a la Football League One |
| 6    | Notts County            | 72   | 46 | 20 | 12 | 14 | 68 | 49 | +19  | Play-offs de ascenso a la Football League One |
| 7    | Chesterfield            | 70   | 46 | 19 | 13 | 14 | 73 | 54 | +19  | Play-offs de ascenso a la Football League One |
| 8    | Salford City            | 69   | 46 | 18 | 15 | 13 | 64 | 54 | +10  |                                               |
| 9    | Grimsby Town            | 68   | 46 | 20 | 8  | 18 | 61 | 67 | −6   |                                               |
| 10   | Colchester United       | 67   | 46 | 16 | 19 | 11 | 52 | 47 | +5   |                                               |
| 11   | Bromley                 | 66   | 46 | 17 | 15 | 14 | 64 | 59 | +5   |                                               |
| 12   | Swindon Town            | 62   | 46 | 15 | 17 | 14 | 71 | 63 | +8   |                                               |
| 13   | Crewe Alexandra         | 62   | 46 | 15 | 17 | 14 | 49 | 48 | +1   |                                               |
| 14   | Fleetwood Town          | 60   | 46 | 15 | 15 | 16 | 60 | 60 | 0    |                                               |
| 15   | Cheltenham Town         | 60   | 46 | 16 | 12 | 18 | 60 | 70 | −10  |                                               |
| 16   | Barrow                  | 59   | 46 | 15 | 14 | 17 | 52 | 50 | +2   |                                               |
| 17   | Gillingham              | 58   | 46 | 14 | 16 | 16 | 41 | 46 | −5   |                                               |
| 18   | Harrogate Town          | 53   | 46 | 14 | 11 | 21 | 43 | 61 | −18  |                                               |
| 19   | Milton Keynes Dons      | 52   | 46 | 14 | 10 | 22 | 52 | 66 | −14  |                                               |
| 20   | Tranmere Rovers         | 51   | 46 | 12 | 15 | 19 | 45 | 65 | −20  |                                               |
| 21   | Accrington Stanley      | 50   | 46 | 12 | 14 | 20 | 53 | 69 | −16  |                                               |
| 22   | Newport County          | 49   | 46 | 13 | 10 | 23 | 52 | 76 | −24  |                                               |
| 23   | Carlisle United (D)     | 42   | 46 | 10 | 12 | 24 | 44 | 71 | −27  | Descenso a la National League                 |
| 24   | Morecambe (D)           | 36   | 46 | 10 | 6  | 30 | 40 | 72 | −32  | Descenso a la National League                 |

Actualizado a los partidos jugados el 3 de mayo de 2025.
 Fuente: EFL

## Resultados
| Local \ Visitante  | ACC | BAR | BRA | BRO | CAR | CHT | CHE | COL | CRE | DON | FLE | GIL | GRI | HAR | MKD | MOR | NEW | NOC | PVL | SAL | SWI | TRA | WAL | WIM |
| ------------------ | --- | --- | --- | --- | --- | --- | --- | --- | --- | --- | --- | --- | --- | --- | --- | --- | --- | --- | --- | --- | --- | --- | --- | --- |
| Accrington Stanley | —   | 1–0 | 0–0 | 1–2 | 1–1 | 0–0 | 0–1 | 1–1 | 0–1 | 1–2 | 1–4 | 1–1 | 3–2 | 3–3 | 2–0 | 2–1 | 5–0 | 0–3 | 2–2 | 0–2 | 2–2 | 3–3 | 0–0 | 0–0 |
| Barrow             | 2–0 | —   | 2–2 | 3–3 | 0–1 | 2–1 | 0–1 | 1–1 | 1–0 | 1–3 | 2–0 | 3–0 | 3–0 | 0–2 | 2–1 | 0–1 | 2–0 | 1–1 | 4–0 | 1–1 | 1–1 | 0–0 | 2–0 | 1–3 |
| Bradford City      | 1–0 | 1–1 | —   | 3–1 | 2–1 | 3–0 | 2–1 | 4–1 | 2–0 | 1–2 | 1–0 | 2–1 | 3–1 | 1–0 | 2–0 | 1–0 | 3–1 | 1–1 | 2–1 | 0–0 | 1–0 | 0–1 | 3–0 | 0–0 |
| Bromley            | 4–0 | 1–1 | 0–1 | —   | 1–1 | 3–0 | 2–2 | 0–1 | 1–2 | 1–0 | 1–0 | 2–1 | 0–2 | 2–0 | 1–1 | 1–0 | 5–2 | 2–4 | 0–0 | 2–3 | 1–1 | 1–2 | 2–2 | 2–0 |
| Carlisle United    | 2–1 | 1–0 | 0–1 | 2–1 | —   | 0–1 | 0–2 | 0–0 | 1–1 | 0–0 | 2–3 | 0–0 | 2–3 | 1–1 | 2–2 | 0–1 | 3–2 | 0–2 | 3–2 | 2–2 | 1–5 | 1–2 | 1–1 | 1–2 |
| Cheltenham Town    | 2–1 | 3–2 | 1–1 | 1–1 | 3–2 | —   | 1–0 | 0–1 | 2–1 | 0–2 | 0–2 | 1–1 | 1–1 | 1–0 | 0–1 | 2–0 | 3–2 | 3–5 | 1–1 | 2–1 | 2–3 | 1–0 | 2–2 | 0–1 |
| Chesterfield       | 0–3 | 1–0 | 3–3 | 3–0 | 2–1 | 1–1 | —   | 1–1 | 1–3 | 5–2 | 3–0 | 1–1 | 2–1 | 0–0 | 1–2 | 4–1 | 2–1 | 2–2 | 1–1 | 1–1 | 1–1 | 3–0 | 2–2 | 1–0 |
| Colchester United  | 0–2 | 0–0 | 1–1 | 1–1 | 0–0 | 1–2 | 1–0 | —   | 0–0 | 1–1 | 3–0 | 2–0 | 1–2 | 0–1 | 2–0 | 1–0 | 0–0 | 1–0 | 2–1 | 1–2 | 4–0 | 3–0 | 2–1 | 1–1 |
| Crewe Alexandra    | 0–1 | 3–0 | 1–1 | 4–1 | 3–2 | 2–3 | 0–5 | 0–0 | —   | 1–1 | 1–4 | 2–0 | 2–0 | 3–0 | 0–1 | 1–0 | 0–3 | 2–0 | 0–1 | 1–1 | 0–0 | 3–1 | 0–1 | 1–1 |
| Doncaster Rovers   | 4–1 | 1–0 | 2–1 | 0–1 | 3–0 | 2–2 | 0–3 | 3–0 | 1–1 | —   | 2–1 | 1–0 | 1–2 | 1–0 | 2–1 | 1–0 | 3–0 | 1–1 | 1–2 | 1–1 | 2–2 | 3–1 | 2–2 | 1–1 |
| Fleetwood Town     | 1–1 | 0–0 | 1–0 | 0–0 | 1–2 | 2–0 | 2–0 | 0–0 | 0–1 | 2–4 | —   | 0–0 | 1–0 | 1–1 | 2–1 | 2–2 | 2–0 | 2–2 | 1–1 | 2–2 | 0–4 | 0–0 | 2–0 | 0–0 |
| Gillingham         | 1–2 | 2–0 | 1–0 | 0–3 | 4–1 | 2–2 | 1–0 | 1–1 | 0–0 | 0–1 | 1–2 | —   | 0–1 | 1–2 | 1–0 | 1–0 | 0–2 | 1–2 | 1–0 | 1–0 | 1–1 | 3–0 | 0–0 | 1–0 |
| Grimsby Town       | 5–2 | 1–2 | 2–1 | 1–0 | 2–1 | 3–2 | 1–1 | 0–1 | 0–2 | 0–3 | 2–1 | 1–1 | —   | 2–1 | 1–3 | 3–1 | 1–0 | 0–2 | 3–0 | 0–1 | 0–4 | 1–1 | 1–4 | 0–1 |
| Harrogate Town     | 2–1 | 0–1 | 2–1 | 0–2 | 1–0 | 2–0 | 2–1 | 0–0 | 1–1 | 2–0 | 3–1 | 1–1 | 2–2 | —   | 1–5 | 1–2 | 1–0 | 1–3 | 0–1 | 0–2 | 1–0 | 3–2 | 0–2 | 0–3 |
| Milton Keynes Dons | 2–1 | 0–3 | 1–2 | 0–1 | 3–0 | 3–2 | 3–0 | 0–1 | 1–1 | 1–1 | 2–4 | 0–1 | 0–0 | 2–1 | —   | 2–1 | 0–0 | 0–2 | 0–1 | 0–1 | 3–1 | 1–1 | 1–0 | 0–0 |
| Morecambe          | 2–0 | 2–2 | 1–1 | 0–2 | 0–2 | 2–0 | 2–5 | 3–3 | 0–1 | 0–1 | 4–2 | 0–1 | 0–3 | 1–2 | 1–3 | —   | 0–1 | 1–1 | 0–1 | 1–3 | 1–0 | 2–0 | 0–2 | 1–0 |
| Newport County     | 3–1 | 1–0 | 0–0 | 1–1 | 1–0 | 0–3 | 0–3 | 0–2 | 2–1 | 3–1 | 0–0 | 3–1 | 0–0 | 3–0 | 6–3 | 2–1 | —   | 0–2 | 1–4 | 3–1 | 1–2 | 1–4 | 0–0 | 1–2 |
| Notts County       | 2–0 | 1–2 | 3–0 | 1–1 | 1–0 | 1–2 | 1–2 | 1–1 | 0–0 | 1–2 | 2–2 | 0–1 | 4–1 | 1–0 | 3–0 | 2–0 | 0–0 | —   | 0–1 | 1–3 | 2–0 | 2–1 | 1–2 | 1–0 |
| Port Vale          | 2–1 | 0–1 | 2–0 | 5–0 | 0–0 | 0–0 | 1–0 | 1–1 | 1–1 | 2–3 | 3–1 | 0–1 | 2–2 | 0–0 | 3–0 | 1–0 | 3–2 | 1–0 | —   | 2–1 | 2–1 | 0–0 | 0–1 | 3–2 |
| Salford City       | 1–2 | 3–0 | 1–2 | 3–3 | 0–1 | 2–1 | 0–4 | 4–1 | 1–1 | 1–1 | 0–2 | 2–2 | 1–2 | 2–0 | 1–0 | 1–0 | 1–1 | 3–0 | 0–2 | —   | 2–1 | 2–0 | 0–2 | 1–0 |
| Swindon Town       | 0–0 | 2–0 | 5–4 | 0–1 | 0–2 | 3–3 | 1–0 | 3–2 | 0–0 | 1–2 | 3–1 | 1–1 | 3–1 | 0–0 | 0–0 | 2–3 | 4–0 | 1–2 | 3–3 | 2–2 | —   | 3–1 | 0–4 | 2–1 |
| Tranmere Rovers    | 0–1 | 1–1 | 0–2 | 2–1 | 1–0 | 2–0 | 4–0 | 1–3 | 2–0 | 0–3 | 0–0 | 1–1 | 0–1 | 2–1 | 1–1 | 2–2 | 2–1 | 0–0 | 1–1 | 0–0 | 1–1 | —   | 1–0 | 0–2 |
| Walsall            | 0–1 | 1–0 | 2–1 | 2–2 | 3–1 | 2–1 | 3–1 | 4–0 | 1–1 | 2–0 | 2–6 | 1–1 | 1–3 | 2–2 | 4–2 | 1–0 | 2–0 | 3–2 | 2–3 | 2–2 | 0–1 | 5–1 | —   | 1–1 |
| Wimbledon          | 2–2 | 2–2 | 1–0 | 0–1 | 4–0 | 1–2 | 0–0 | 4–2 | 3–0 | 1–0 | 1–0 | 1–0 | 0–1 | 1–0 | 3–0 | 3–0 | 2–2 | 2–0 | 0–2 | 1–0 | 1–1 | 2–0 | 0–1 | —   |

## Play-Offs
Los horarios corresponden al huso horario de verano británico (UTC+1).

### Cuadro
|  | Semifinales | Semifinales  | Semifinales | Semifinales | Semifinales |   |   | Final   | Final | Final |  |
|  |             |              |             |             |             |   |   |         |       |       |  |
|  |             |              |             |             |             |   |   |         |       |       |  |
|  | 4           | Walsall      | 2           | 2           | 4           |   |   |         |       |       |  |
|  | 4           | Walsall      | 2           | 2           | 4           |   |   |         |       |       |  |
|  | 7           | Chesterfield | 0           | 1           | 1           |   |   |         |       |       |  |
|  | 7           | Chesterfield | 0           | 1           | 1           |   | 4 | Walsall | 0     |       |  |
|  |             |              |             |             |             |   | 4 | Walsall | 0     |       |  |
|  |             |              | 5           | Wimbledon   | 1           |   |   |         |       |       |  |
|  | 5           | Wimbledon    | 5           | Wimbledon   | 1           | 1 | 1 | 2       |       |       |  |
|  | 5           | Wimbledon    |             |             |             | 1 | 1 | 2       |       |       |  |
|  | 6           | Notts County | 0           | 0           | 0           |   |   |         |       |       |  |
|  | 6           | Notts County | 0           | 0           | 0           |   |   |         |       |       |  |
|  |             |              |             |             |             |   |   |         |       |       |  |

### Semifinales
| Ida; 11 de mayo de 2025 | Chesterfield | 0:2 (0:2) | Walsall               | SMH Group Stadium, Chesterfield                        |                                                        |
| 15:30                   |              | Reporte   | Allen 28' · Chang 39' | Asistencia: 10 001 espectadores Árbitro(s): Martin Coy | Asistencia: 10 001 espectadores Árbitro(s): Martin Coy |

| Vuelta; 17 de mayo de 2025 | Walsall                    | 2:1 (0:0) (Global 4:1) | Chesterfield | Bescot Stadium, Walsall                             |                                                     |
| 20:00                      | Lakin 81' · Amantchi 90+5' | Reporte                | Dobra 90+4'  | Asistencia: 9585 espectadores Árbitro(s): Ben Toner | Asistencia: 9585 espectadores Árbitro(s): Ben Toner |

| Ida; 10 de mayo de 2025 | Notts County | 0:1 (0:0) | Wimbledon     | Meadow Lane, Nottingham                                 |                                                         |
| 20:00                   |              | Reporte   | Harbottle 59' | Asistencia: 12 385 espectadores Árbitro(s): Thomas Kirk | Asistencia: 12 385 espectadores Árbitro(s): Thomas Kirk |

| Vuelta; 16 de mayo de 2025 | Wimbledon    | 1:0 (1:0) (Global 2:0) | Notts County | Plough Lane, Wimbledon                                |                                                       |
| 20:00                      | Neufville 8' | Reporte                |              | Asistencia: 8501 espectadores Árbitro(s): Lewis Smith | Asistencia: 8501 espectadores Árbitro(s): Lewis Smith |

### Final
| 26 de mayo de 2025 | Wimbledon       | 1:0 (1:0) | Walsall | Wembley, Londres                                        |                                                         |
| 15:01              | Hippolyte 45+2' | Reporte   |         | Asistencia: 50 947 espectadores Árbitro(s): Will Finnie | Asistencia: 50 947 espectadores Árbitro(s): Will Finnie |

|  | v.s |